# Test di Bechdel

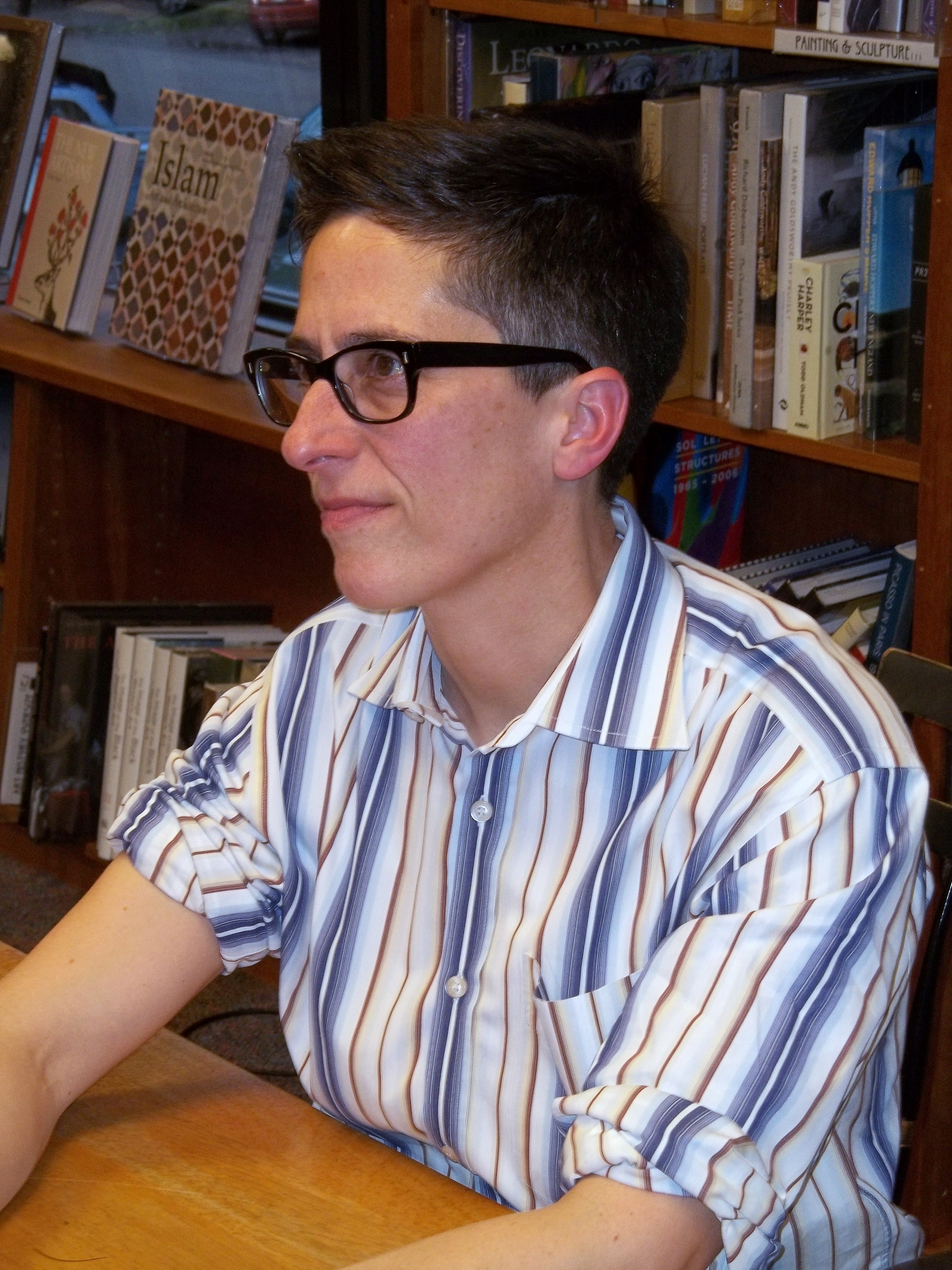
Alison Bechdel, ideatrice del test omonimo

Il test di Bechdel (in inglese Bechdel test) è un metodo utilizzato per valutare l'impatto di personaggi femminili nelle trame delle opere di finzione.
Il test consiste nel verificare se un'opera contiene almeno due personaggi femminili che parlano tra loro di un qualsiasi argomento che non riguardi un uomo; il criterio può essere reso più stringente aggiungendovi la condizione che il nome dei due personaggi sia noto.
Il test prende il nome dalla fumettista statunitense Alison Bechdel che in una sua striscia del 1985 (in seguito ripubblicata nella serie Dykes to Watch Out For) ne fece enunciare i criteri a uno dei suoi personaggi. Inizialmente considerato dalla stessa Bechdel semplicemente come «una battutina lesbica in un giornale alternativo femminista», si è in seguito diffuso come metodo empirico di valutazione delle opere quali film e serie televisive in un'ottica di uguaglianza di genere. Studi commissionati dall'industria cinematografica hanno evidenziato come i film che hanno superato il test ottengano maggiori incassi rispetto ai film che non lo superano.
Il test non è un indice quantitativo, né è indicativo della qualità della rappresentazione femminile, limitandosi a misurare l'effettiva presenza attiva della figura della donna nell'opera di finzione; esso serve anche a sensibilizzare sulla diseguaglianza di genere in ambito narrativo.

## Origine
I criteri successivamente divenuti noti come test di Bechdel furono enunciati in una striscia del 1985 della serie Dykes to Watch Out For di Alison Bechdel, intitolata The Rule (inglese per La regola): due donne senza nome, una bianca e una nera, che nel prosieguo della serie Bechdel chiamò rispettivamente Mo e Ginger, valutano l'ipotesi di trascorrere la serata al cinema, e durante la discussione la donna nera premette all'amica che acconsentirà a vedere un film solo se soddisfa tre condizioni:
1. devono esserci almeno due donne che
2. parlino tra di loro di qualsiasi argomento che
3. non riguardi un uomo.

All'osservazione della sua interlocutrice sul fatto che si tratti di condizioni severe ma accettabili, lei prosegue aggiungendo che l'ultimo film capace di rispettare tali criteri era stato Alien poiché «le due donne parlano del mostro».
Nelle successive riedizioni della striscia Bechdel rende omaggio alla sua amica Liz Wallace per l'idea dei criteri cinematografici.
Nel 2013 Bechdel confermò in effetti di avere sfruttato l'idea di Liz Wallace, aggiungendo di presumere che quest'ultima, nell'enunciare tali principi, si fosse rifatta a uno scritto del 1929 di Virginia Woolf, Una stanza tutta per sé, relativamente al passo in cui la scrittrice inglese lamentava che nella letteratura del proprio tempo la figura femminile fosse rappresentata solo in quanto dipendente o comunque soggetta a quella maschile:
(Virginia Woolf, Una stanza tutta per sé)
Tale metodo di valutazione ha diversi altri soprannomi tra i quali test di Bechdel-Wallace (nome che Bechdel stessa ritiene più appropriato) regola di Bechdel, legge di Bechdel, o anche indice cinematografico di Mo.
Versioni più restrittive del test richiedono che i due personaggi femminili abbiano un nome o che intrattengano conversazione per un periodo minimo di sessanta secondi. L'accademica Christa van Raalte, docente in massmediologia a Bournemouth, ha altresì popperianamente proposto un contro-test à rebours per certificare l'esistenza del problema che il test di Bechdel vuole evidenziare, ovvero che sia molto più difficile «trovare un film senza due uomini con un nome che parlano tra di loro di qualsiasi argomento tranne che di una donna».
Il test ha anche suscitato interesse accademico dal punto di vista dell'analisi computazionale. Da giugno 2018 il termine Bechdel test è un lemma dell'Oxford English Dictionary.

## Il test nei media

### Cinema
Nel 2013, in Svezia, quattro cinema e il canale scandinavo via cavo Viasat Film inclusero il test di Bechdel tra i loro criteri di classificazione dei film con l'approvazione dell'Istituto svedese di cinematografia.
Dal 2014 Eurimages, il fondo del Consiglio d'Europa per la produzione cinematografica, include i requisiti del test di Bechdel tra i criteri necessari alla valutazione di un copione in ottica di analisi sull'uguaglianza di genere nei progetti ad esso sottoposti (nel frangente, l'uguaglianza riguarda entrambi i generi.
Dal 2018 alcuni software di sceneggiatura includono funzioni che permettono agli autori di convalidare i loro copioni tramite il controllo di rispondenza ai criteri di rappresentanza dei generi.

#### Critica cinematografica
Inizialmente concepito dalla stessa Bechdel come «una battutina lesbica in un giornale alternativo femminista», negli anni 2010 il test prese piede nel mainstream fino a esser considerato dalla critica femminista lo standard di valutazione di programmi televisivi, film, libri e altri mezzi di comunicazione.

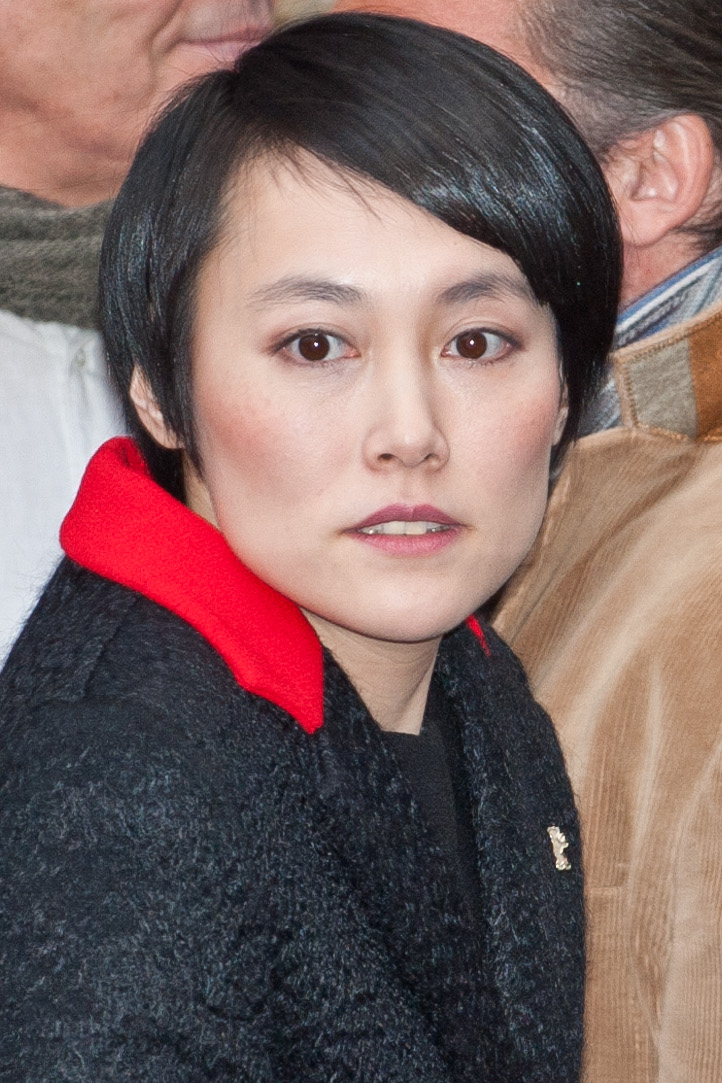
L'attrice Rinko Kikuchi: il personaggio di Mako Mori da lei interpretato nel film Pacific Rim ha ispirato un test alternativo a quello di Bechdel

Nel 2013 il Daily Dot, giornale di cultura internettiana, scrisse sul test di Bechdel in termini di «quasi un modo di dire, una scorciatoia comune per capire se un film è ben disposto verso le donne».
La circostanza che alcune delle più note produzioni di Hollywood come per esempio Pacific Rim non superino il test fu oggetto di discussione nei media.
Neda Ulaby, giornalista della statunitense National Public Radio, avanza l'ipotesi che il test di Bechdel sia rivelatore di una carenza nella cultura di massa non tanto per quanto riguarda il numero di donne rappresentato sullo schermo, quanto la profondità delle loro storie e la vastità dei loro interessi.
Dean Spade e Craig Willse, in un manuale di teoria femminista della Oxford University Press, definiscono il test «rivelatore di come la rappresentazione mediatica rafforzi dannose norme di genere» sovrarappresentando le relazioni uomo - donna più di altre interazioni e descrivendo le vite femminili come significanti solo in relazione alla figura maschile.

#### Rapporto tra film sopra e sotto la soglia di Bechdel
Il sito web bechdeltest.com (non associato in alcun modo ad Alison Bechdel) ospita un database UCG con i risultati dei test applicati a circa 9187 titoli cinematografici. Il requisito aggiuntivo rispetto ai criteri di origine è che le due figure femminili devono avere un nome. Ad agosto 2019 il 57,6% dei film esaminati risultava rispettare ogni requisito; il 10,2% tutti meno uno, il 22,1% solo uno e il 10,1% nessuno.
Nel 2010 il critico Mark Harris argomentò dalle colonne di Entertainment Weekly che il problema non fosse tanto il fatto che molti film del passato avrebbero faticato a superare il test (citando titoli di grande successo come Platoon, Il buono, il brutto, il cattivo o I segreti di Brokeback Mountain) ma che se il test fosse stato imposto per legge anche metà dei titoli in lizza per gli Oscar del 2009 non avrebbero potuto essere presi in considerazione, concludendo che, ovviamente, non tutti i film possono superare il test di Bechdel ma che, essendo la popolazione femminile metà del totale, è lecito attendersi anche un'analoga rappresentazione nell'industria cinematografica: nel 2011 la critica canadese Anita Sarkeesian simulò il test sui titoli nominati all'Oscar di quell'anno scoprendo che solo due su nove lo avrebbero superato.
Un'analisi del 2013 condotta dal sito d'informazione Vocativ sui film di maggior incasso in quel periodo negli Stati Uniti rilevò che circa la metà di essi non avrebbero superato il test di Bechdel.
Il Washington Post rilevò nel 2014 che solo quattro dei nove titoli del 2013 superavano il test, benché tale anno fosse considerato molto favorevole ai ruoli femminili forti e convincenti nel cinema; tra di essi la commedia nera poliziesca American Hustle, pur con la premessa che il test fissa requisiti base e soglie relativamente basse da soddisfare.
Ancora nel 2014 Libération pubblicò in Francia i risultati dell'analogo test applicato ai diciotto titoli in gara al festival di Cannes di quell'anno, da cui emerse che tredici di essi soddisfacevano i criteri; nello stesso anno di riferimento, l'emittente radiofonica tedesca Deutschlandfunk Kultur rilevò che solo tre dei venti film in gara al Festival di Berlino 2014 rientravano nei requisiti del test di Bechdel.
A confermare la natura solo quantitativa e non qualitativa del risultato del test, lo scrittore Charles Stross argomentò che in circa la metà dei film che passano il test le donne parlano di matrimonio o di bambini, mentre tra le opere che non superano tale test ne figurano numerose che trattano di donne, sono rivolte alle donne o, ancora, hanno personaggi femminili in ruoli importanti come per esempio la serie televisiva Sex and the City.
Tra i possibili fattori alla base delle difficoltà a superare un test minimale come quello di Bechdel sono stati suggeriti quello della scarsa diversità di genere sia tra gli sceneggiatori (fenomeno chiamato soffitto di celluloide) che nel processo creativo in generale, nonché la convinzione diffusa a Hollywood che il pubblico non gradisca film con personaggi femminili forti, sia negli Stati Uniti che all'estero. Il produttore cinematografico Michael Shamberg affermò al riguardo che «è più facile che le donne vadano a vedere un "film di uomini" che non gli uomini facciano lo stesso con un "film di donne"».

#### Risvolti economici
Da diverse analisi è emerso che superare il test di Bechdel è un indicatore del successo finanziario del film. Secondo il sito di informazione Vocativ, nel 2013 i film che superavano il test incassarono negli Stati Uniti 4,22 miliardi di dollari, mentre quelli che non lo superavano incassarono 2,66 miliardi. Nel 2014 uno studio di FiveThirtyEight, sito statunitense specializzato in statistica, basandosi su dati relativi a circa 1 615 film usciti fra il 1990 e il 2013 ha dimostrato che il budget mediano dei film che passavano il test era del 35% più basso di quello degli altri, e che i film con il budget più alto erano quelli in cui c'era più di una donna ma non si parlavano fra loro; nonostante il budget più basso, i film con personaggi femminili forti non incassavano meno al botteghino. I film che superavano il test avevano un ritorno sugli investimenti più alto del 37% rispetto a quelli che non lo superavano, sia negli Stati Uniti che a livello internazionale. In generale, però, passare o meno il test non aveva alcun effetto sull'incasso lordo.
Nel 2018, la Creative Artists Agency e Shift7 hanno analizzato i dati sugli incassi e il budget dei 350 film con il maggior incasso negli Stati Uniti fra il 2014 e il 2017. I film con protagoniste femminili superavano gli altri dal punto di vista del guadagno, e quelli che superavano il test di Bechdel (il 60%) superavano in modo significativo gli altri. Tutti i film che dal 2012 avevano incassato più di un miliardo di dollari superavano il test.

### Altrimedia
Altri media, come i videogiochi e i fumetti, sono stati sottoposti al test di Bechdel.
In ambito teatrale l'attrice britannica Beth Watson nel 2015 lanciò Bechdel Theatre campagna nata con lo scopo di evidenziare quali opere superano il test Il test di Bechdel è stato inoltre utilizzato, in uno studio del 2014, per analizzare le interazioni nei social media.

## Limiti
Il test non è utile per determinare se un'opera ha contenuti sessisti né se è un film femminista, perché stabilisce soltanto fino a che punto le donne sono presenti in essa; inoltre, anche un'opera con personaggi principali femminili può non superare il test.
Un'opera può inoltre non superare il test per motivi che non dipendono dai pregiudizi di genere, ad esempio perché è un libro con un narratore interno che è un uomo e vede la storia dal suo punto di vista, o perché l'ambientazione esclude le donne (ad esempio il monastero maschile medievale ne Il nome della rosa di Umberto Eco). Non è inoltre definito che cosa sia da considerare una conversazione: un caso limite è quello della canzone Baby Got Back del rapper statunitense Sir Mix-a-Lot, che passerebbe il test perché comincia con una ragazza che dice a un'altra «oh my god, Becky, look at her butt» ("oh mio Dio, Becky, guarda il suo [di lei] sedere").
Tentando un'analisi quantitativa delle opere riguardo al test, la ricercatrice Faith Lawrence ha notato nel 2011 che i risultati dipendono da quanto rigidamente si applica il test. Uno dei problemi che la sua applicazione solleva è se un riferimento a un uomo in qualsiasi momento durante una conversazione, che si riferisce anche ad altri argomenti, invalida l'intero dialogo. In ogni caso, il problema rimane come si definiscono l'inizio e la fine di una conversazione.

## Critiche
Secondo un articolo del 2017 del critico cinematografico Kyle Smith sulla National Review, una possibile causa dei risultati del test di Bechdel è il fatto che «i film di Hollywood parlano di persone agli estremi della società - poliziotti, criminali, supereroi - che tendono a essere uomini», e che questo tipo di film è spesso creato dagli uomini perché «le idee delle donne per i film», che secondo Smith riguardano soprattutto le relazioni romantiche, «non sono abbastanza commerciali per gli studi di Hollywood». Smith considera il test di Bechdel senza senso, come lo sarebbe un test che si chiede se un film contiene cowboy. L'articolo di Smith ha suscitato forti critiche.
In risposta alla sua crescente diffusione nella critica cinematografica, il test è stato criticato, anche in ambiente femminista, per come non tiene conto della qualità dei film e per essere, secondo la giornalista e scrittrice Andi Zeisler, uno «scellerato piano per rendere tutti i film conformi al dogma femminista».
Sempre secondo Zeisler, che scrive nel 2016, l'utilità del test «è stata considerata molto maggiore rispetto alle intenzioni. Mentre Bechdel e Wallace la espressero semplicemente come un modo per indicare le trame stereotipate e sconsideratamente normative del cinema mainstream, oggi passare il test è diventato in qualche modo sinonimo di "essere femminista". Non è mai stato pensato per essere una misurazione del femminismo, ma piuttosto un barometro culturale».
Zeisler afferma che il falso presupposto che un'opera che supera il test sia "femminista" potrebbe portare gli autori a «ingannare il sistema» aggiungendo semplicemente abbastanza personaggi femminili e dialoghi per superarlo, pur continuando a negare alle donne una vera rappresentazione al di fuori delle trame basate su formule fisse.
Anche la critica Alyssa Rosenberg ha espresso preoccupazione che il test di Bechdel possa diventare un'altra "foglia di fico" per l'industria dell'intrattenimento, che potrebbe semplicemente «buttare un po' di righe di dialogo in una raccolta di 140 minuti di esplosioni in CGI» per far passare il risultato per femminista.
Il critico cinematografico Robbie Collin del giornale britannico The Daily Telegraph nel 2013 ha criticato il test perché premia «l'applicazione cieca della regola e l'accumulo di statistiche, più che l'analisi e il giudizio critico», e ha suggerito che dovrebbe essere un argomento di discussione il problema ad esso sotteso, quello della mancanza di personaggi femminili ben rappresentati nel cinema, anziché i singoli film che passano o meno il test.
In un articolo sulle statistiche relative al test il giornalista Walt Hickey di FiveThirtyEight ha affermato, nel 2014, che il test non misura se un singolo film è un modello di uguaglianza di genere, e che superarlo non assicura la qualità della scrittura, il rilievo o la profondità dei personaggi femminili, sostenendo però che «il miglior test sull'equità di genere nel cinema che abbiamo e, cosa forse più importante [...], l'unico test su cui abbiamo dei dati». Il critico cinematografico svedese Hynek Pallas, dopo l'adozione del test come metodo per valutare i film da parte dell'istituto cinematografico pubblico svedese (cfr. sezione Uso nell'industria cinematografica), ha affermato che molti film che passano il test non aiutano a migliorare la società o a renderla più egualitaria, mentre film che non passano il test riescono a farlo. Nel 2015 la critica Kathleen Hildebrand della Süddeutsche Zeitung ha notato, riguardo all'efficacia del test, che un film supererebbe il test anche se le protagoniste femminili discutessero soltanto di trucchi, ma questo non restituirebbe alcuna immagine complessa della donna. Ha affermato che il test non è affidabile per determinare se un film è privo di sessismo o se è femminista, anche se questo non dipende dal fatto che sia indifferente di cosa parlino le donne fra loro.
Nel 2009 la critica e filosofa Nina Power ha scritto che il test solleva la questione se la finzione abbia il dovere di rappresentare le donne, anziché perseguire l'intenzione dell'autore qualunque essa sia, e di essere "realista" nella rappresentazione delle donne. Ha affermato anche che rimane da stabilire quanto spesso la vita reale supera il test di Bechdel, e quale possa essere l'influenza della finzione su questo.

## Test derivati
Il test di Bechdel ha ispirato critici e fan, soprattutto mossi da idee femministe o antirazziste, per formulare altri criteri con cui valutare opere di finzione, anche a causa dei limiti del test stesso. Durante interviste condotte da FiveThirtyEight nel 2017, diverse donne che lavorano nell'industria della televisione hanno proposto molti altri test proponendo la presenza di più donne, "migliori" storie, donne dietro le quinte, e più diversità.

### Test su questioni di genere nelle opere di finzione
Zeisler cita il Mako Mori test, formulato originariamente da un'utente di Tumblr, che prende il nome dall'unico personaggio femminile rilevante nel film del 2013 Pacific Rim, interpretato da Rinko Kikuchi. Questo test determina se un personaggio femminile è coinvolto in un arco narrativo che non consiste nel fare da supporto alla storia di un uomo. La fumettista Kelly Sue DeConnick ha proposto nel 2012 il sexy lamp test ("test della lampada sexy"), così formulato: «Se puoi sostituire il tuo personaggio femminile con una lampada sexy e la storia fondamentalmente funziona ancora, forse hai bisogno di un'altra bozza».
Lo Sphinx test della compagnia teatrale Sphinx di Londra controlla l'interazione delle donne con altri personaggi, quanto sono rilevanti nell'azione, quanto sono proattive o reattive e se sono rappresentate in modo stereotipato. Il test è stato concepito nel 2015 con lo scopo di «incoraggiare chi lavora nel teatro a pensare a come scrivere più ruoli e migliori ruoli per le donne», come risposta a una ricerca che dimostrava che nel 2014 erano scritti per le donne il 37% dei ruoli teatrali.

### Test su caratteristiche diverse dal genere

#### Orientamento sessuale
Il Vito Russo test, creato nel 2013 dall'associazione LGBT nota come GLAAD e intitolato al suo fondatore Vito Russo, riguarda la rappresentazione dei personaggi LGBT nei film. Il test è superato se il film contiene un personaggio che si può identificare come gay, lesbica, bisessuale o trangender, che non è caratterizzato solo o prevalentemente dal suo orientamento sessuale, e che è inserito nella trama in modo che la sua rimozione avrebbe un effetto significativo.

#### Colore della pelle
Un test proposto dal critico televisivo Eric Deggans determina se un film che non tratta il tema razziale abbia almeno due personaggi non bianchi nel cast. Un test simile, proposto nel 2013 dallo scrittore Nikesh Shukla, verifica se «due personaggi appartenenti a minoranze etniche si parlano l'un l'altro per più di cinque minuti riguardo a qualcosa di diverso dal colore».
La critica cinematografica Manohla Dargis del New York Times ha proposto a gennaio 2016 il DuVernay test, che prende il nome dalla regista Ava DuVernay e determina se «gli afroamericani e altre minoranze hanno vite pienamente realizzate invece che fungere da sfondo in storie di bianchi» Questo test punta a sottolineare la mancanza di persone non bianche nei film di Hollywood, valutando la loro importanza per un film in particolare e la mancanza di ingiustificate interazioni con attori bianchi.
Nadia Latif e Leila Latif del The Guardian hanno suggerito nel 2016 una serie di cinque domande:
- Ci sono due personaggi non bianchi con un nome?
- Pronunciano battute?
- Non hanno una relazione amorosa l'uno con l'altro/a?
- Pronunciano battute che non servano a confortare o aiutare un personaggio bianco?
- Uno di loro è sicuramente diverso dal personaggio tipo del Magical Negro ("negro magico")?[72]

### Test in altri ambiti
Il test di Bechdel ha anche ispirato test riguardanti ambiti diversi dalla finzione. Laurie Voss, chief technology officer del programma npm, ha proposto nel 2015 un test di Bechdel per il software. Il codice sorgente supera il test se contiene una funzione scritta da una sviluppatrice donna che richiama una funzione scritta da un'altra sviluppatrice donna. Questo attirò l'attenzione della stampa quando l'agenzia del governo degli Stati Uniti 18F analizzò il proprio software secondo questo criterio.
Il test di Bechdel ha anche ispirato il test di Finkbeiner, proposto nel 2013 dalla giornalista freelance Christie Aschwanden per aiutare i giornalisti a evitare i pregiudizi di genere quando scrivono sulle donne nella scienza. Il test, che prende il nome dalla giornalista Ann Finkbeiner, prevede che il giornalista non menzioni il fatto che una scienziata è una donna, il mestiere del marito, il modo in cui organizza il prendersi cura dei bambini, come fa crescere professionalmente i suoi subalterni, come è stata presa alla sprovvista dalla competitività nel suo campo, come è un modello per le altre donne e il fatto che è la prima donna a fare qualcosa. Il test è stato usato più volte dai giornalisti per criticare altri articoli.